# クレス・オルデンバーグ

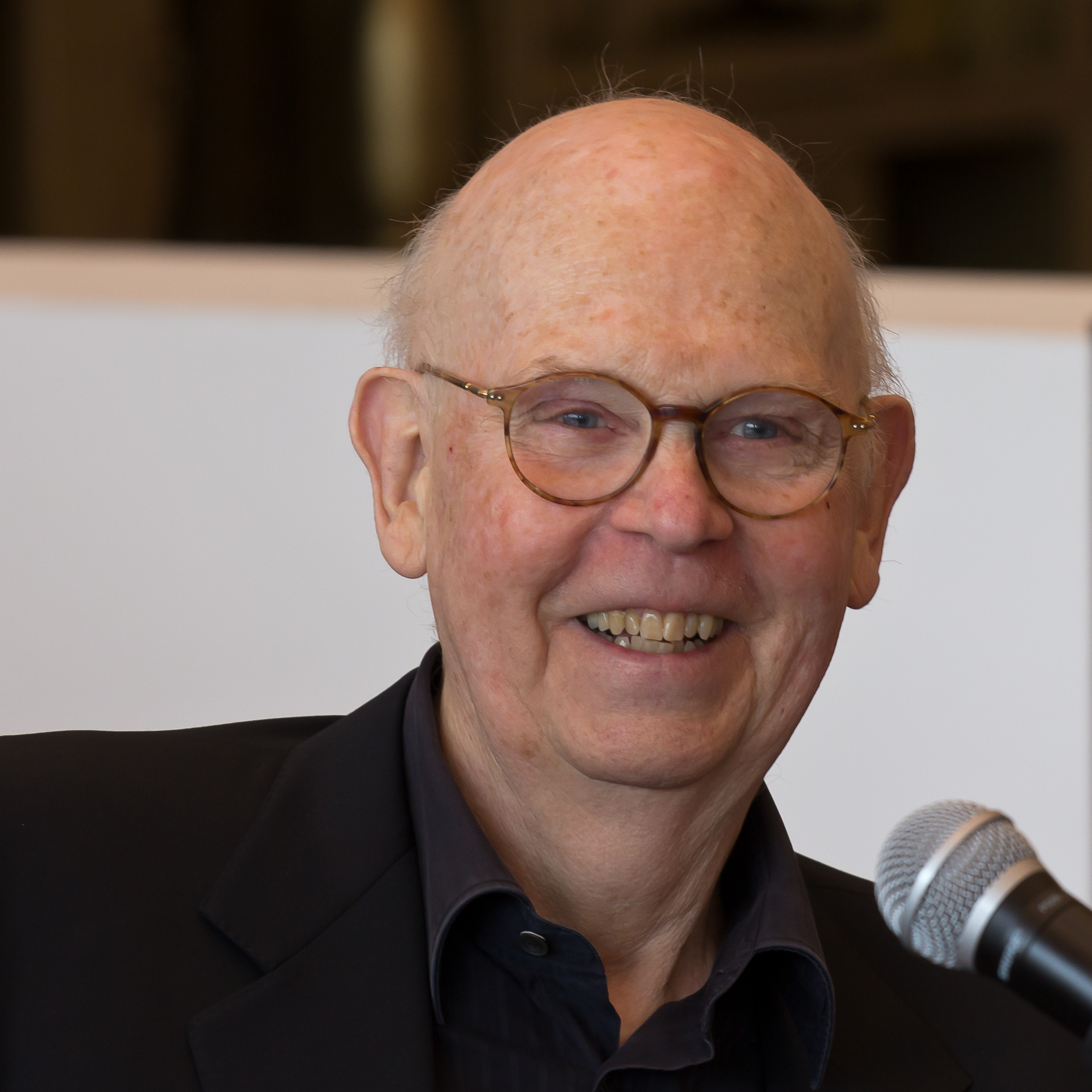
クレス・オルデンバーグ, 2012

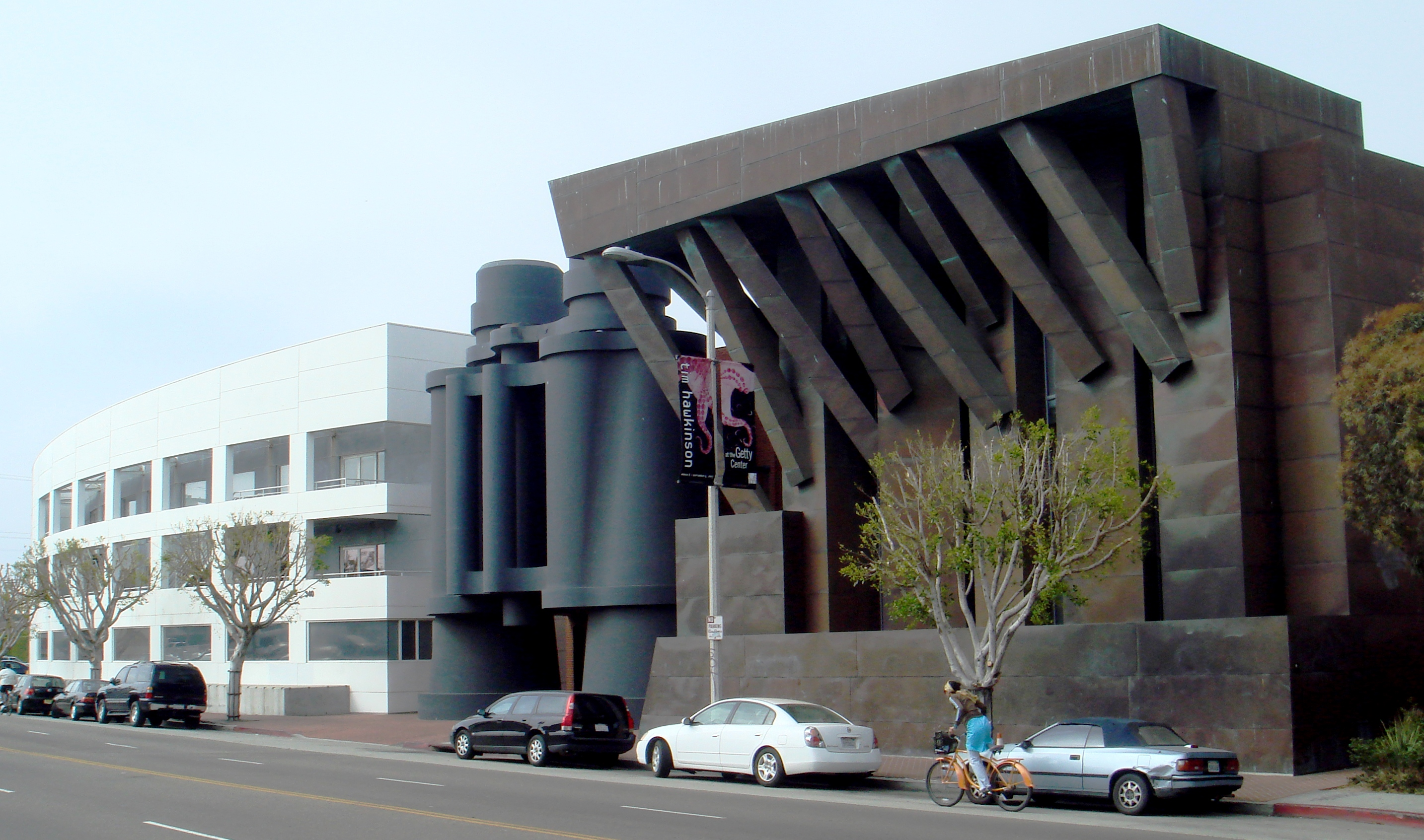
インスタレーション作品「Giant Binoculars(巨大双眼鏡）」TBWA\CHIAT\DAY本社ビル

クレス・オルデンバーグ（Claes Oldenburg, 1929年1月28日 - 2022年7月18日）は、スウェーデン生まれのアメリカ合衆国の彫刻家。
日常のありふれた物を超巨大に複製したパブリックアート・インスタレーションで知られる。他にも、日常の同様のソフト・スカルプチュアを制作している。ソフト・スカルプチェアは草間彌生の作品からアイデアを得たと言われている。

## 経歴
スウェーデンの外交官の子としてストックホルムに生まれる。1936年、子供の時、家族とともにアメリカ合衆国に移住し、最初はニューヨーク､その後シカゴに住む。ラテン・スクール・オブ・シカゴを卒業後、1946年から1950年にかけてイェール大学で学んだ。卒業後シカゴに戻りシカゴ美術館附属美術大学でポール・ウィーガルトに師事し、1954年まで学ぶ。
就学中は技術を磨きながら、シカゴ市報道局で記者として働きつつ、自身のスタジオを開所。1953年にはアメリカ合衆国に帰化する。
オルデンバーグの美術作品が最初に売れたのはシカゴのアートフェア「57th Street Art Fair」であった。値段は5品で25ドルだった。
1956年、ニューヨークに戻り、そこでジム・ダイン、レッド・グルームス、アラン・カプローら多くの芸術家たちと知り合う。彼らの「ハプニング」は演劇的な面を取り入れて、美術界で優勢を誇っていた抽象表現主義に新たな選択肢を提供した。

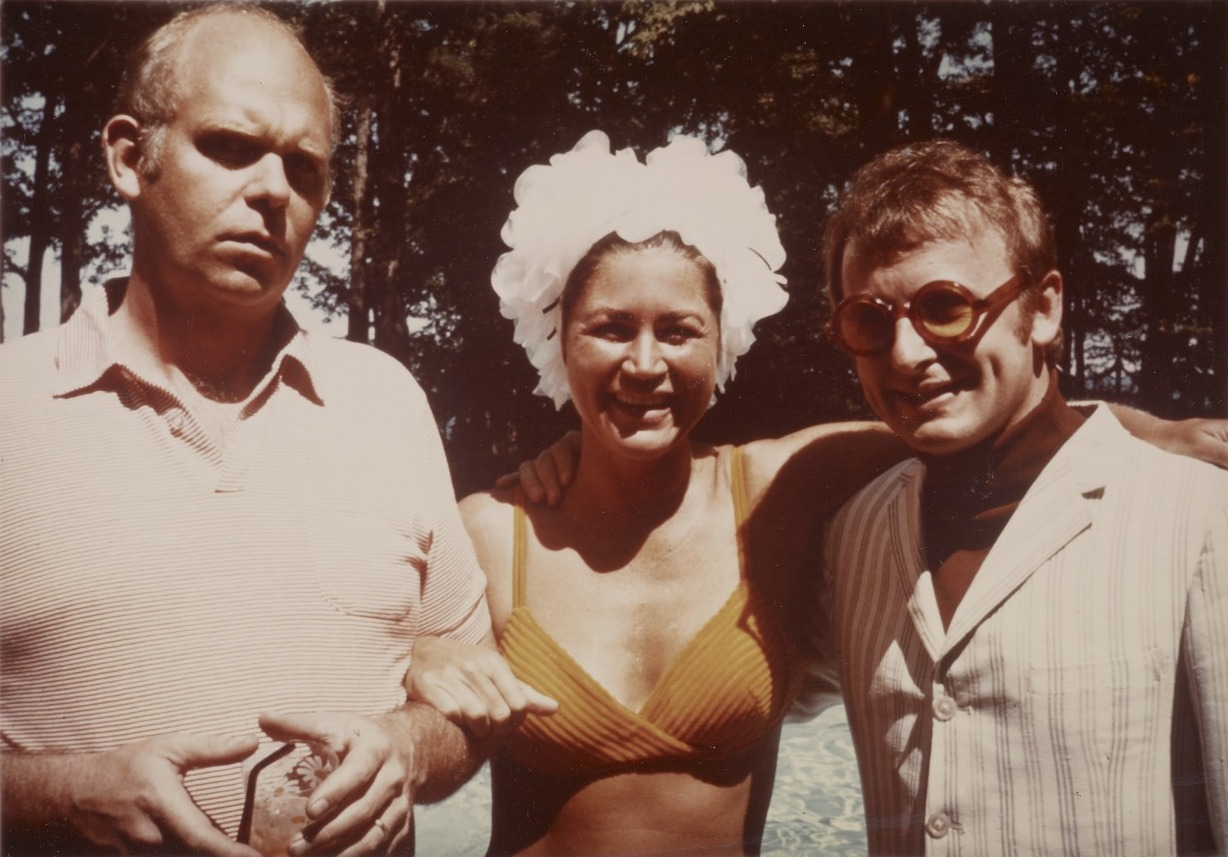
左からオルデンバーグ、彫刻家フェイ・ペック､美術史家ヤン・ファン・デル・マルク(1968年)

オルデンバーグの作品で印象的なものは、おそらく巨大な彫刻群だろう。それらは非常に巨大ではあったが、しばしばインタラクティヴ（双方向的）な可能性を持っていた。その代表的な作品が、参加者が空気を注入しないとしぼんでしまう、戦車の上に直立した巨大な口紅のソフト・スカルプチュア『Lipstick (Ascending) on Caterpillar Tracks』である。1974年、この作品は頑丈なアルミニウムで作り直された。オリジナルはイェール大学のヒューイット広場に置かれていたが、現在はモースカレッジの中庭にある。

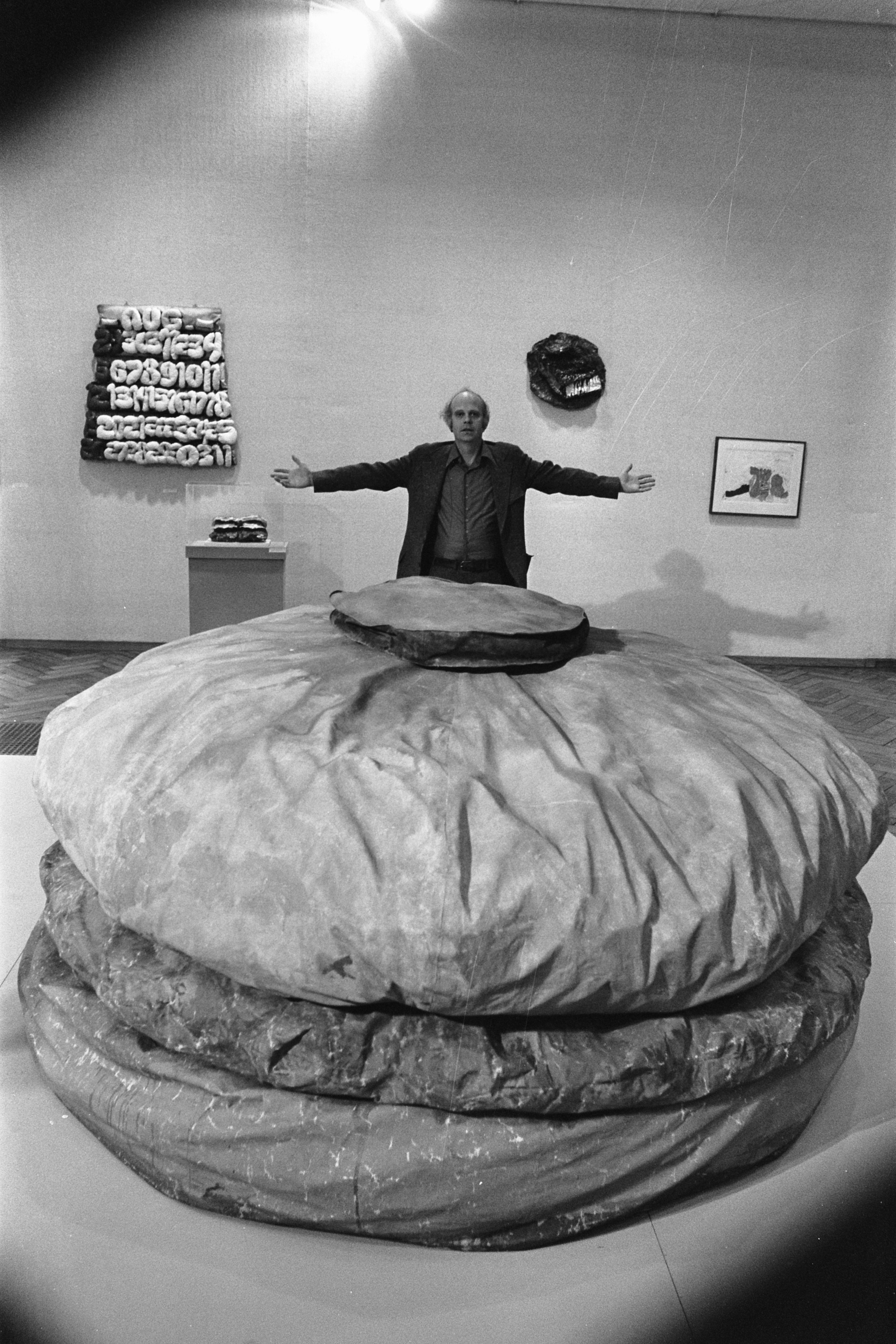
「Floor Burger」 (1962年)

日用品を巨大な彫刻にした作品の多くは、パブリックアートに突飛で洞察力に富んだ愉しいものを付加したと歓迎される前に、まず大衆の嘲笑を買ってしまった。1960年代、ポップアート運動と連携して、当時の創作パフォーマンスアートであった「ハプニング」に参加した。自分の創作につけた名前は「レイ・ガン・シアター（光線銃劇場）」だった。

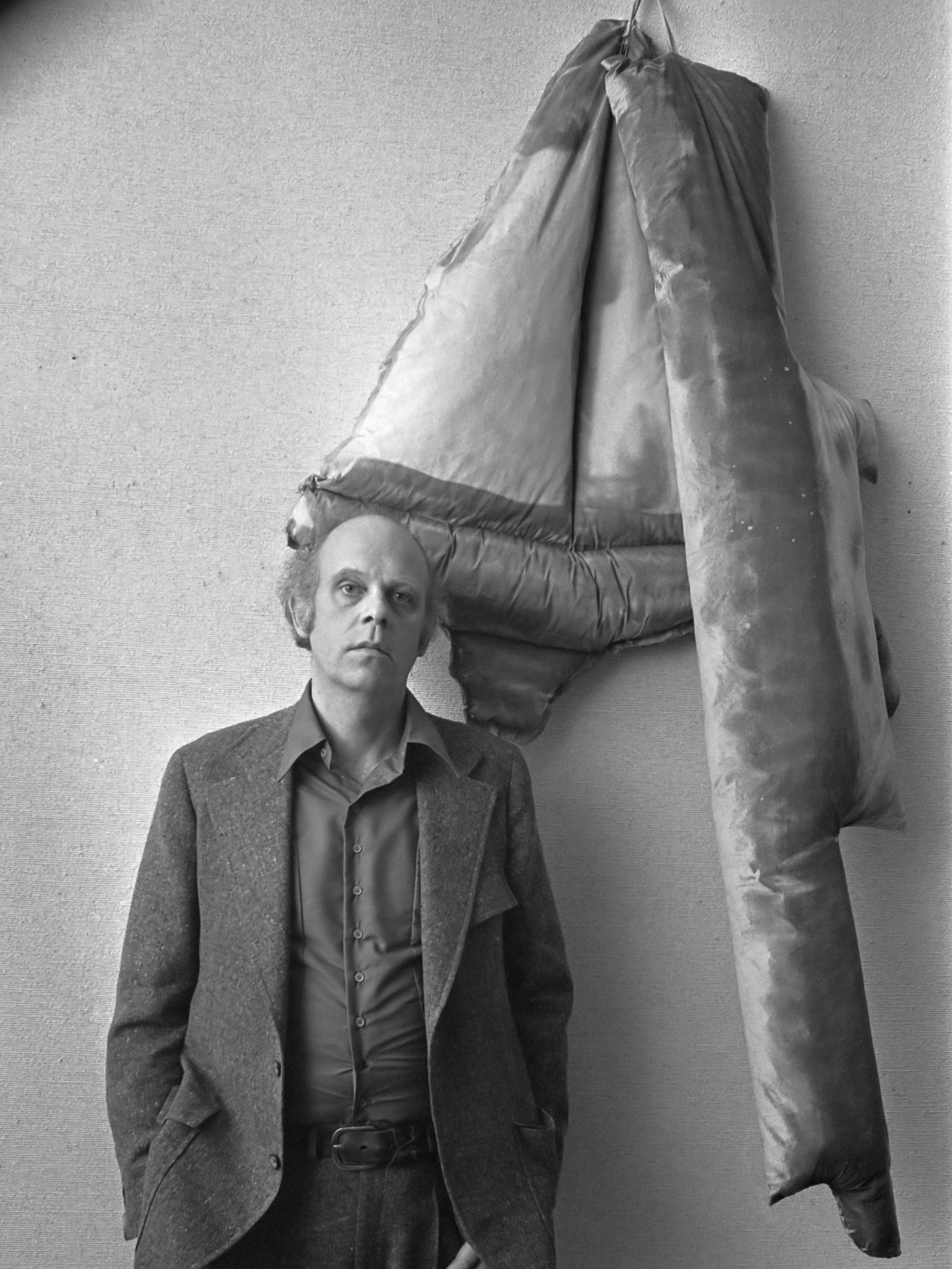
アムステルダム市立美術館1970年

最初の妻Pat Muschinski（結婚期間は1960年から1970年。彼の初期のソフト・スカルプチュアの多くを裁縫した）がオルデンバーグの「ハプニング」のいつものパフォーマーだった。芸術へのユーモラスなアプローチであることが多かったこうした無謀さは、その性質によって、芸術が「深いところから生じる」表現または概念を扱うという一般の感覚には大変勝算があった。彼の大胆な芸術は最初は限られた支持しか得られていなかったが、やがて今日まで続く大変な大衆性を得ることになる。
1976年以降、ドイツ人/アメリカ人のポップ彫刻家コーシャ・ヴァン・ブリュッゲンと共同で制作している。二人は1977年に結婚した。
独立したプロジェクトに加えて、時々建築プロジェクトにも参加している。最も有名なものは、カリフォルニア州ロサンゼルスのヴェニスにあるTBWA\CHIAT\DAY本社ビルのメイン・エントランスに立つ、巨大な黒い双眼鏡である。
また、前衛芸術家でも知られる草間彌生は「ソフト･スカルプチュアの着想は、私から盗んだ。」とも語っている。

## ギャラリー

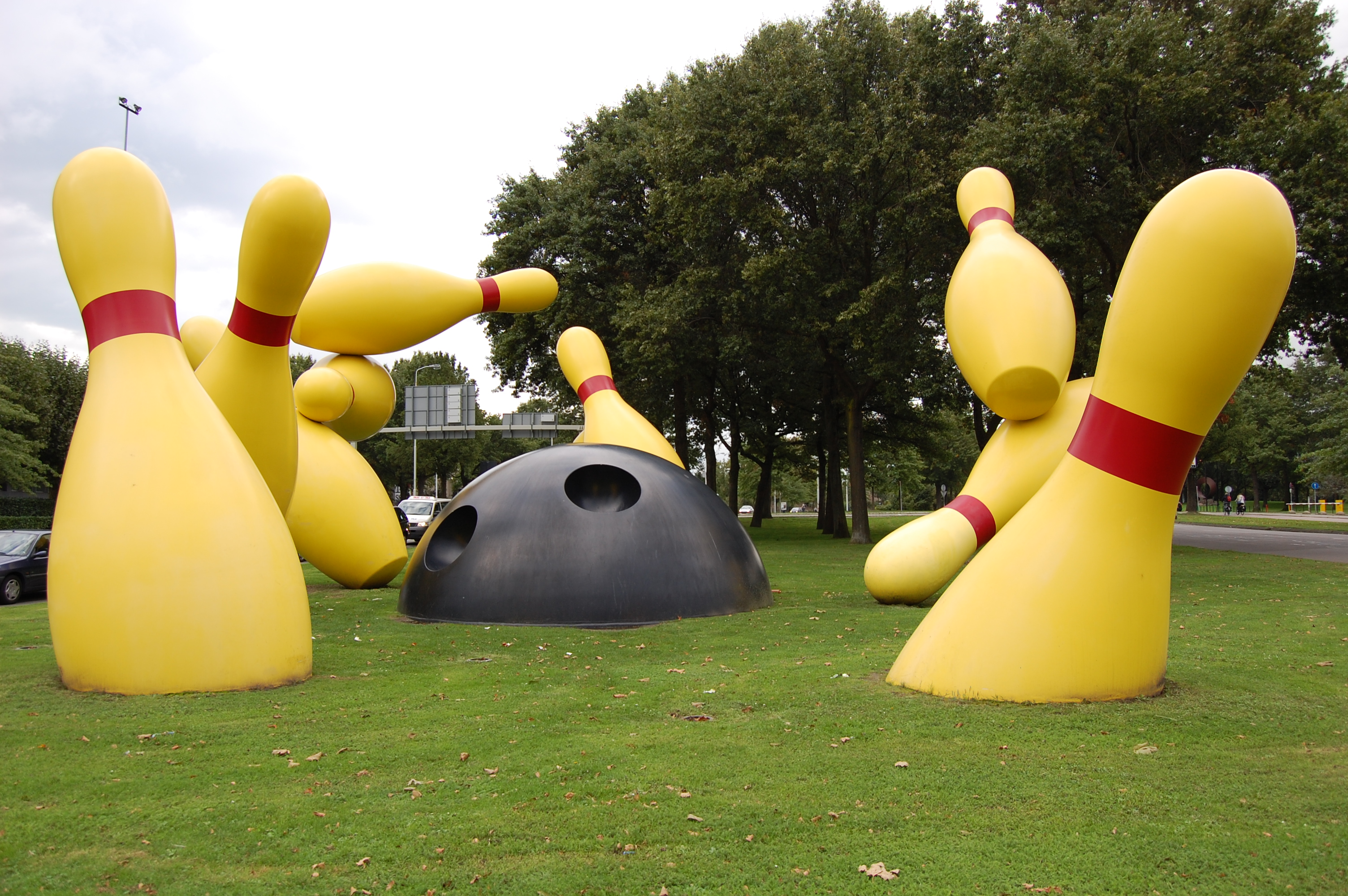
「フライング・ピン」オランダ アイントホーフェン
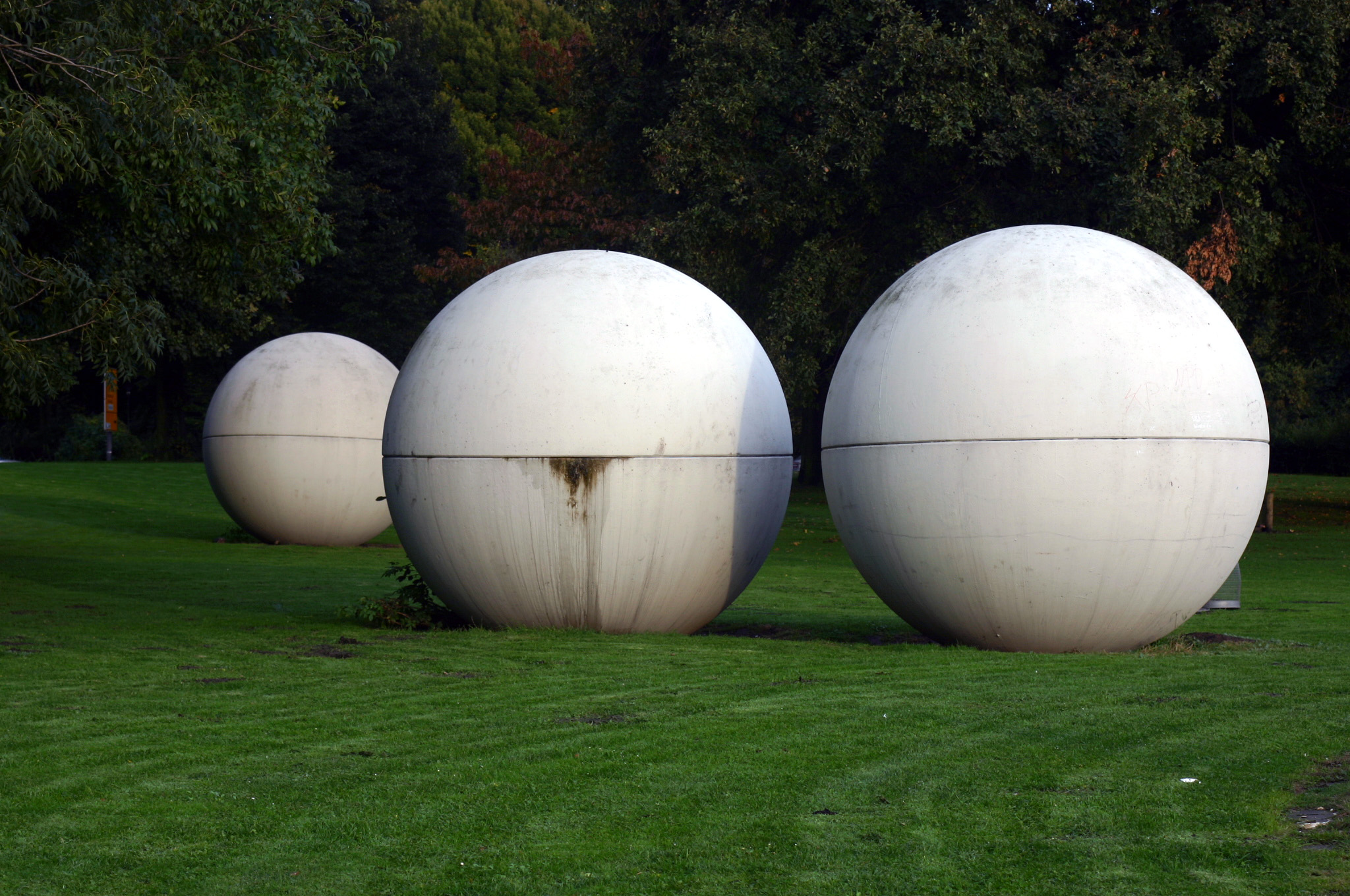
「ジャイアント・プール・ボール」 (1977年)  ミュンスターのミュンスター彫刻プロジェクト
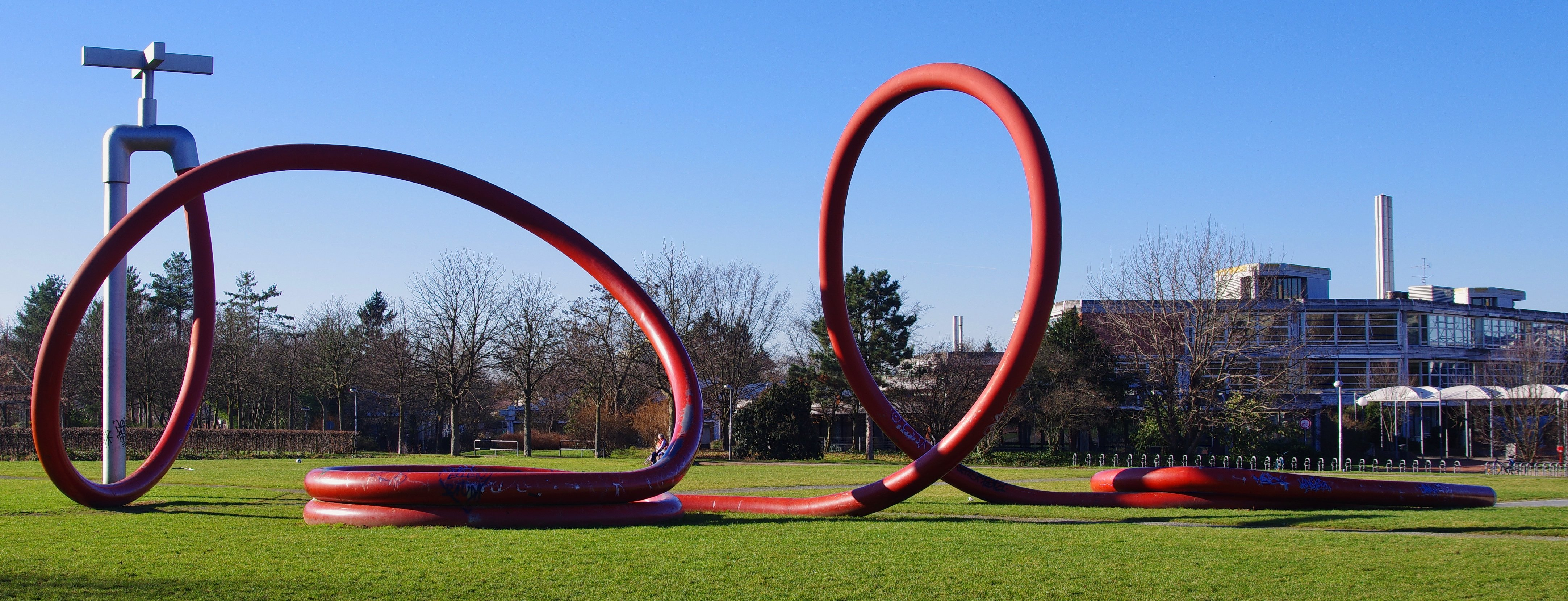
「ガーデンホース」ドイツ バーデン＝ヴュルテンベルク州 フライブルク・イム・ブライスガウ
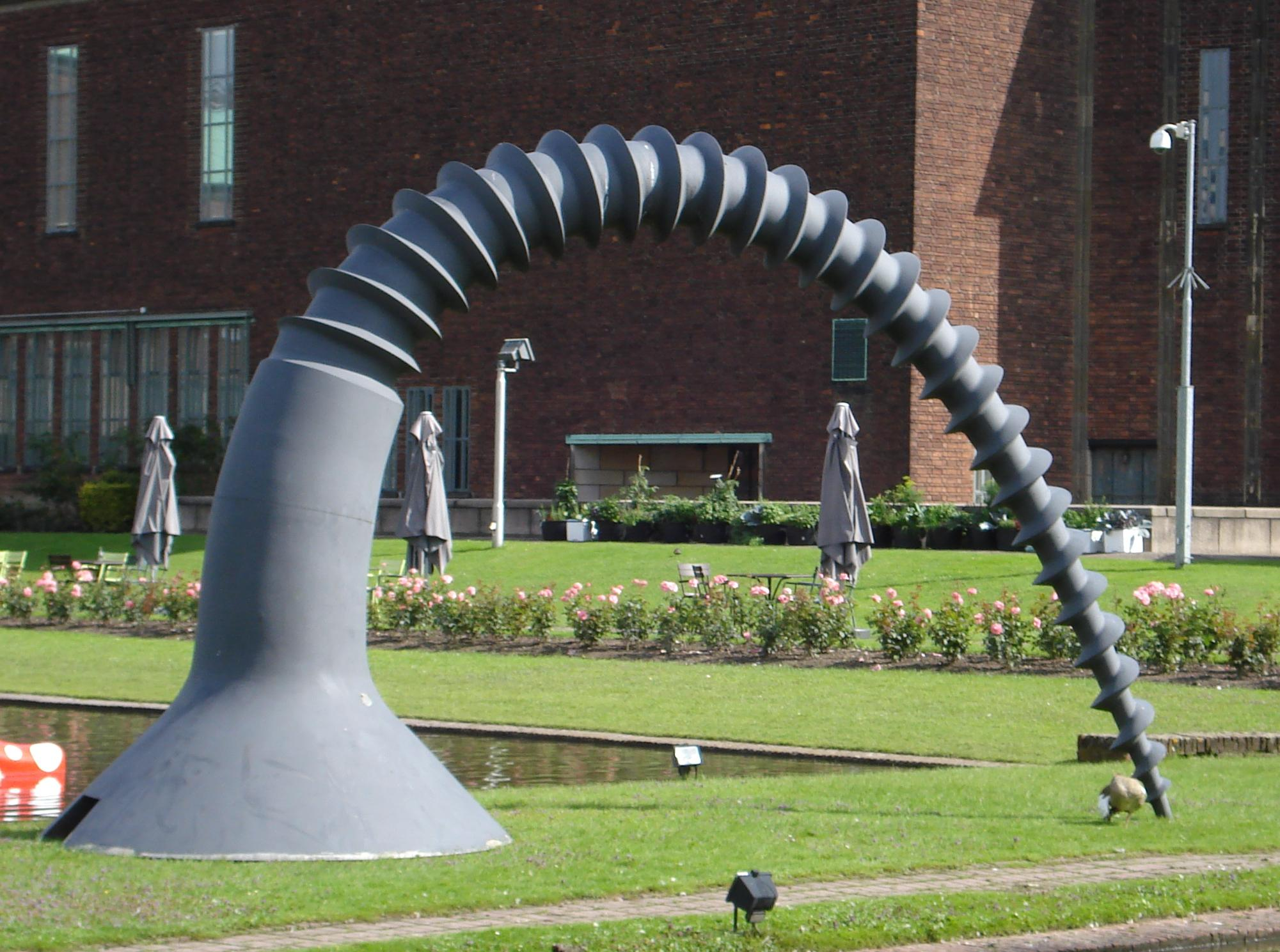
「スクリュー・アーチ」 オランダロッテルダム ボイマンス・ヴァン・ベーニンゲン美術館
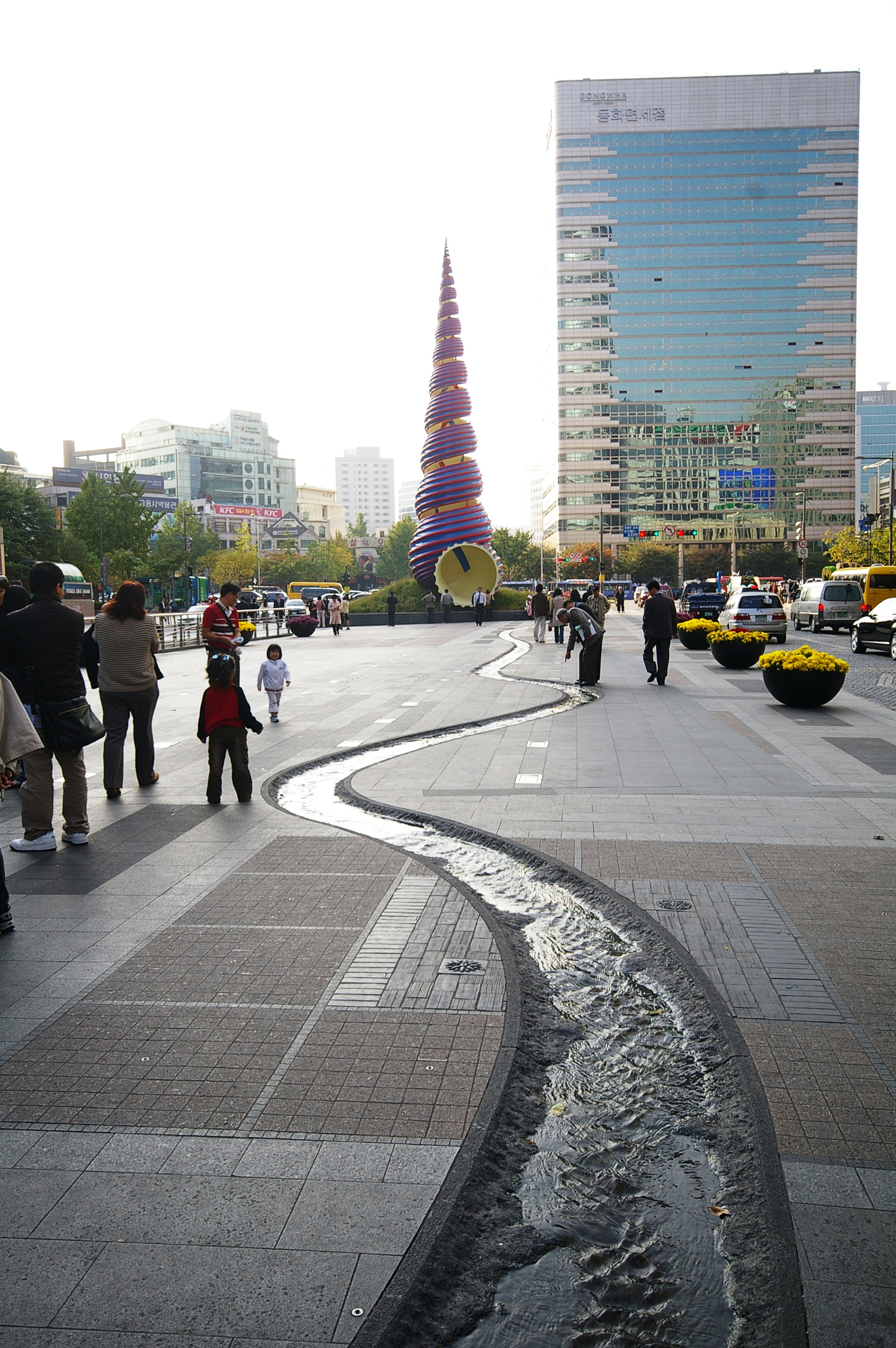
「Spring(春)」 韓国 ソウル 清渓川  （2006年）
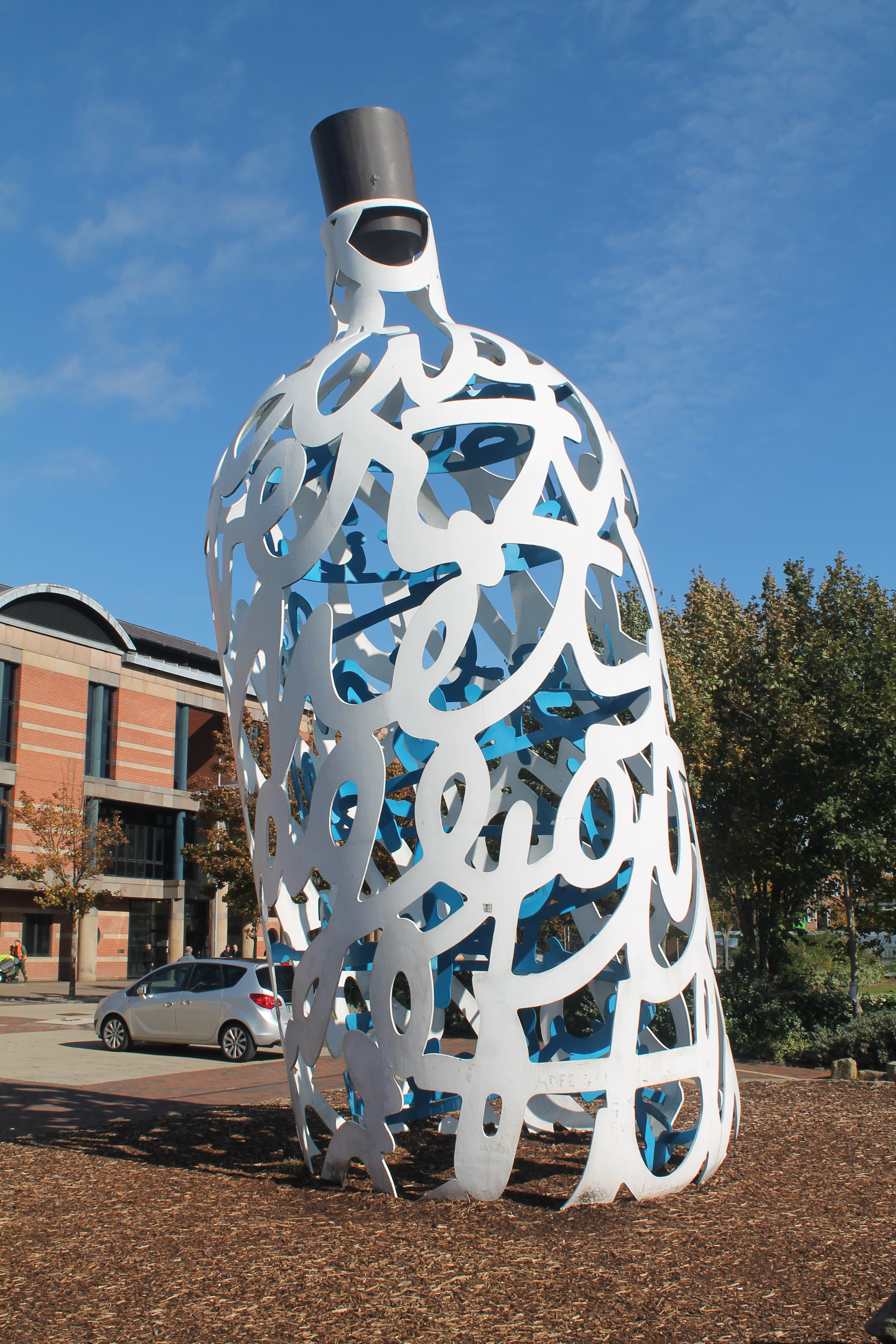
「ボトルO'ノート」  イングランド　ノース・ヨークシャー ミドルズブラ
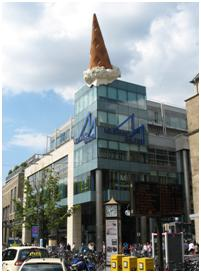
「ドロップ・コーン」 ドイツノイマルクト・イン・デア・オーバープファルツ郡 ケルン（2001年）
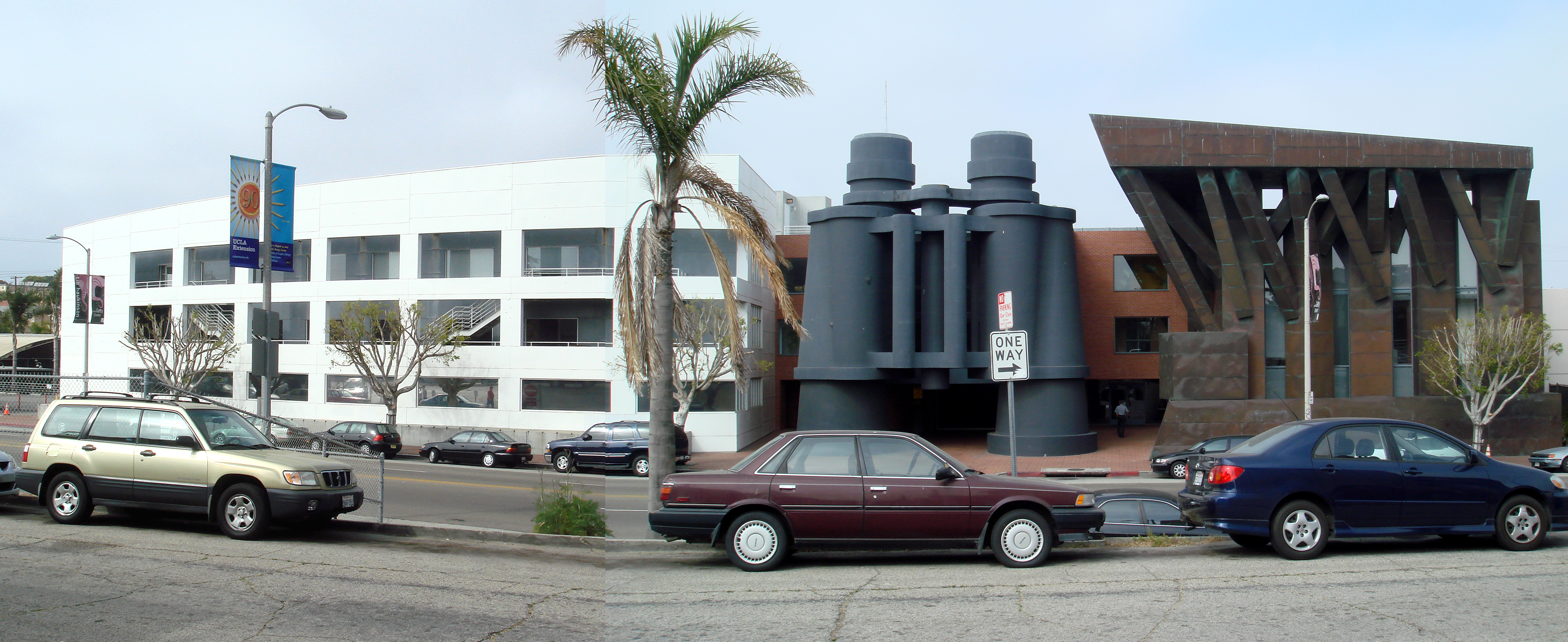
「Giant Binoculars(巨大双眼鏡)」シャット／デイ／モージョー広告代理店ビルディング（英語版） アメリカ カリフォルニア州, ロサンゼルス ヴェニス

## 図書案内
- Busch, Julia M., A Decade of Sculpture: the New Media in the 1960's (The Art Alliance Press: Philadelphia; Associated University Presses: London, 1974) ISBN 0-87982-007-1
- Axsom, Richard H., Printed Stuff: Prints, Poster, and Ephemera by Claes Oldenburg A Catalogue Raisonne 1958-1996 (Hudson Hills Press: 1997) ISBN 1-55595-123-6
- Oldenburg, Claes Raw Notes: Documents and Scripts of the Performances: Stars, Moveyhouse, Massage, The Typewriter, with annotations by the author. (The Press of the Nova Scotia College of Art and Design: Halifax, 2005) ISBN 0-919616-43-7
- Gianelli, Ida and Beccaria, Marcella (editors) Claes Oldenburg Coosje van Bruggen: Sculpture by the Way Fundació Joan Miró 2007